# Norman Greenbaum
Norman Greenbaum (Malden, Massachusetts, EE. UU.; 20 de noviembre de 1942) es un cantautor estadounidense. Estudió música en la Boston University.

## "Spirit in the Sky"
Greenbaum es mayormente conocido por su canción "Spirit in the Sky", la cual vendió dos millones de copias a lo largo de los años 1969 y 1970. Este disco vendió más de un millón de copias en mayo de 1970, recibiendo un Disco de oro otorgado por la R.I.A.A.. La canción, con su combinación de guitarra 'heavy', aplausos, y letra espiritual, fue usada en varias películas, anuncios, y en shows de televisión.
Aunque "Spirit in the Sky" suena como "cristiana", Greenbaum fue, y es aún, judío practicante. Para hacer la canción se inspiró observando a los cantantes de música Country Dolly Parton y Porter Wagoner cantando una canción religiosa en televisión.
Greenbaum ha sido catalogado como un one-hit wonder; aunque, varias de sus grabaciones fueron destacadas en los charts de música en la época. En 1968, bajo el nombre de Dr. West's Medicine Show and Junk Band, grabó el hit "The Eggplant That Ate Chicago". También Warner Bros. Records sacó "Spirit in the Sky" con gran acogida en 1970.

## Otras canciones
Greenbaum volvió a las listas en junio de 1970 con el upbeat "Canned Ham", que llegó al n.º 46 en los Estados Unidos y al n.º 26 en Canadá. Luego siguió "Skyline" que no llegó al nivel de los dos hits anteriores. Su último sencillo en llegar a los charts de EE. UU. fue "California Earthquake", que llegó al n.º 93 en 1971. Greenbaum usó el grupo Crossfire como banda soporte en 1973 y 1974, e incluía como integrantes a Mitchell Froom y Gary Pihl.
Una de sus pocas apariciones en televisión nacional tuvo lugar en el American Bandstand de Dick Clark, donde interpretó un playback de "Spirit in the Sky". Greenbaum nunca buscó la celebridad; con los beneficios de "Spirit in the Sky", compró una granja en Petaluma, California. La portada de su segundo disco, Back Home Again, mostró al cantante en esta granja.

## Versiones de "Spirit in the Sky"
Otro grupo, Doctor and the Medics, se hizo también conocido solo por hacer un cover de "Spirit in the Sky" en 1986 (habían tenido un éxito menor con "Burn", y un álbum hit llamado "Laughing at the Pieces"). También en 1986, una banda femenina de Punk Rock llamada "We've Got a Fuzzbox and We're Gonna Use It" (comúnmente llamada Fuzzbox) tuvo también un hit con otro cover. Las estrellas de televisión británicas The Kumars también se hicieron famosos en el Reino Unido, cuando ellos y Gareth Gates llegaron al número #1 con la misma canción en 2003. "Spirit in the Sky" también aparece en el videojuego Rock Band 2.
El riff de guitarra de "Spirit in the Sky" aparece recreado claramente en el sencillo de Goldfrapp "Ooh La La", publicado en 2005.

## Vida personal
Norman Greenbaum aún vive en Petaluma, California. Ya no toca para el público, pero continúa promoviendo conciertos, disfrutando de una vida tranquila alejada del lujo.